# Адашев, Даниил Фёдорович
Дании́л Фёдорович Ада́шев (ум. 1561) — воевода, окольничий, младший брат Алексея Адашева.

## Биография
Службу начал при дворе вместе с братом Алексеем и упоминается вместе с ним впервые 3 февраля 1547 года на свадьбе царя Ивана Грозного.
В 1551 году в чине стряпчего состоял при воеводах, отводивших горную сторону (правый берег) Волги от Казани к Московскому государству. В 1552 году участвовал в Казанском походе, закончившемся взятием Казани.
В 1553 году, начальствуя отрядом боярских детей и вятчан, ходил по Каме, Вятке и Волге, бил непокорных казанцев и ногаев и 240 пленных прислал в Казань. В 1555 году привез от царя золотые в награду воеводам, довершавшим покорение Казанского царства. В 1556 году — первый воевода в Мценске.
В Ливонской войне, начавшейся в январе 1558 года, был одним из воевод, под начальством которых русское войско страшно опустошило Ливонию на пространстве 200 верст, везде побивая немецкие отряды; участвовал во взятии Нарвы, Нейшлосса и осаде Дерпта. За подвиги в Ливонской войне пожалован в окольничие (в 1559 году).
Но особенно прославился Адашев своим смелым набегом на Крым (весной 1559 года). С 8000 войска Адашев сел на лодки, им самим построенные близ нынешнего Кременчуга, спустился по Днепру в море, взял два турецких корабля, высадился в Крыму, опустошил улусы, освободил множество христианских пленников и навел ужас на крымцев, застигнутых врасплох.
Пленных турок, взятых при нападении на Крым, Адашев отослал к очаковским пашам, велев сказать им, что царь воюет с врагом своим ханом Крыма Девлетом I Гиреем, а не с султаном, с которым хочет быть в дружбе. С большою добычей Адашев благополучно отплыл обратно, хотя хан с большим войском гнался за ним по берегу Днепра до гранитного мыса Монастырки близ Ненасытецкого порога, но и здесь не решился напасть на Адашева и ушёл обратно.
Весной 1560 г. направлен из Юрьева под командованием боярина и воеводы князя А. М. Курбского против ливонцев, немцев, участвовал в осаде и взятии Вильянди и командовал всей артиллерией в Ливонии.

Но заслуги не спасли Даниила Фёдоровича, когда гнев Грозного обрушился на его брата Алексея, а также его родных и друзей, и в 1561 году он был обезглавлен вместе со своим 12-летним сыном Тархом.

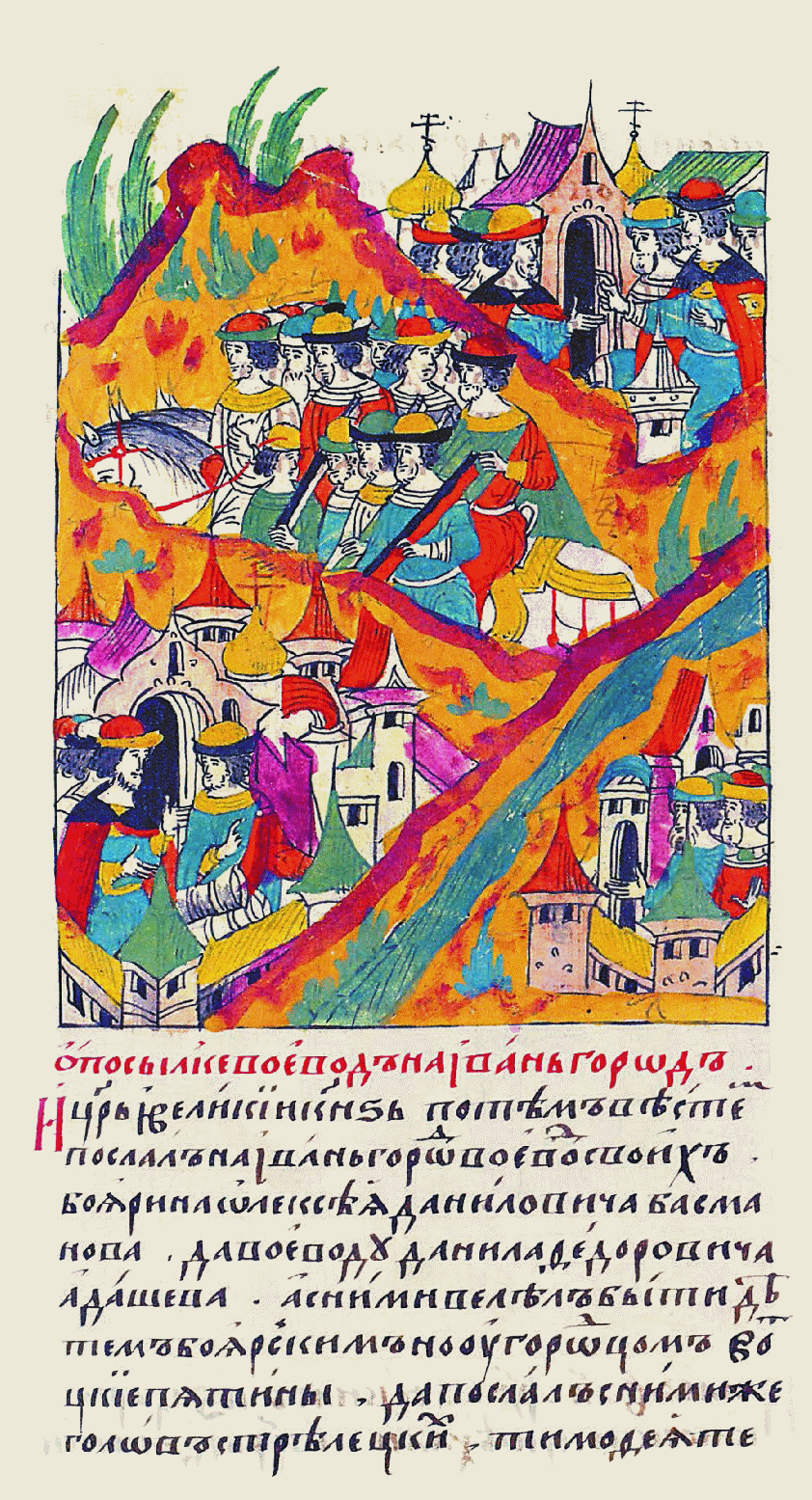
«И царь и великий князь согласно тем вестям послал на Ивангород своих воевод, боярина Алексея Данииловича Басманова и воеводу Даниила Федоровича Адашева, а с ними велел быть боярским детям, новгородцам Водской пятины; и послал с ними же стрелецких голов»
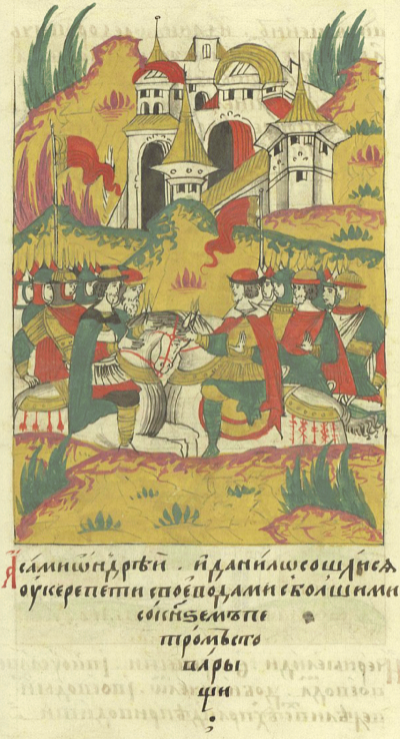
Встреча Андрея Ивановича Шеина и Даниила Фёдоровича Адашева во время Ливонского похода

## Семья
- Отец: Адашев, Фёдор Григорьевич (ум. 1556) — незначительный по происхождению служилый человек.
- Брат: Адашев, Алексей Фёдорович (ум. 1561)
- Жена: №.Петровна Турова[6].
- Сын: Тарх (1549—1561, казнён с отцом).[7]